# 名字書出
名字書出（みょうじのかきだし）は、武士の子弟が元服時に烏帽子親が発給した文書。名字折紙・加冠名字状などの別名がある。
本来、烏帽子親が元服する者（烏帽子子）の諱を定める際には口頭で伝えてきたものをあえて証拠とするために書出の形で文書化したものである。そのため、料紙（用紙）が一定ではない等決まった形式は存在しないものの、元服した者の苗字・仮名・本姓・諱および発給した元服の年次と日付、発給した烏帽子親の諱と花押が具備されていた。
元服の儀を経ることで武士の子弟はその所属と身分が認められて社会参加が許されたこと、烏帽子親（主君や一族の惣領）と元服した者の間に擬制的な父子関係が生じることから、それらを証明する文書としての意味合いもあった。

## 関係項目
- 一字書出－主君が偏諱を与える一字拝領を行う際に出す文書。